# Andrij Borzukov
Andrij Oleksijovytj Borzukov (belarusiska: Андрій Олексійович Борзуков), född den 20 oktober 1971 i Cherson i Ukrainska SSR i Sovjetunionen (nu Ukraina), är en ukrainsk kanotist.
Han tog bland annat VM-guld i K-4 200 meter i samband med sprintvärldsmästerskapen i kanotsport 2003 i Gainesville, Georgia.